# SC-01D
ドコモ タブレット GALAXY Tab 10.1 LTE SC-01D（ドコモ タブレット ギャラクシータブジュッテンイチ エルティーイー エスシー ゼロイチ ディー）は、サムスン電子によって開発されたGalaxy Tabの世界モデル「Galaxy Tab 10.1」をベースに作られた日本向けモデルであり、NTTドコモのLTEデータ通信 (Xi)に対応した端末であり、ドコモ タブレットのひとつ。製品番号はSGH-N014。

## 概要
ARROWS Tab LTE F-01Dと同時に発表された、日本初のXi対応のタブレット端末の1つとなる。
上述のとおり、世界モデルGalaxy Tab 10.1をベースとしているが、3.9世代通信方式LTEが搭載されている点が大きな違いとなる。Snapdragon「APQ8060」で、1.5GHzのデュアルコアを搭載しており、高速な処理が可能となっているほか、spモードや緊急地震速報（エリアメール）などにも対応しているが、先代のSC-01Cとは異なり音声通話は非対応となっている。Xiでの通信速度は最大75Mbpsという高速通信に対応しているほか、Xiエリア外ではFOMAハイスピード (14Mbps/5.7Mbps) に自動的に切り替わる仕様となっている。またIEEE 802.11a/b/g/nのWi-Fiに対応しているため、最大72.2Mbpsの通信も行うことが可能なほか、USBおよびWi-Fiテザリングにも対応しておりニンテンドーDS、PSP、パソコン、PDAなどを接続が可能となる。またWi-Fi Dual Channelにも対応しており2.4GHz帯だけでなく5GHz帯も利用可能となっている。
USBホスト機能を有しており、USBマウスやキーボードをつなぐことができる。
薄さ約8.6mm、軽さ約565gと、このサイズのタブレット端末としては軽量でありながら7000mAhと大容量のバッテリーが搭載されている（そのためバッテリーの取り外しができず、交換は預かり修理となり14,175円かかる）。
本機独自の機能で、ウィジェットのサイズなどがAndroid 3.2よりも柔軟に変更することができ、アプリ起動中でもメモ帳や電卓などが使える「Mini Apps」も搭載されている。
フルHD動画が再生でき、デュアルスピーカでの音声ステレオ再生にも対応している。またHDMIケーブルを使い画面をテレビに映し出すことも可能となる。

## Android 4.0での変更点
2012年8月28日からAndroid 4.0へのアップデートが開始される。
アップデートに伴う変更点・機能の追加は以下とおり。
- 顔認証(フェイスアンロック)機能の追加。
- 「Google+」・「メッセンジャー」・「Playムービー」アプリの追加。
- 「Mini Apps」のアプリの追加(Eメール・Sプランナー・アラーム)。
- ミニアプリ一覧の変更・削除ができる機能の追加。
- フォルダ作成の簡易化。
- アプリ履歴の削除機能の改善。
- 「Sプランナー」アプリ(スケジュールアプリ)の追加

また、以下の不具合も解消される。
- ブラウザで特定のWebページを閲覧している際に、前の画面に戻ろうとするとエラー画面が表示される場合がある。

## メールブラウザ
ブラウザではFlash Player10.3が利用可能で、YouTubeやニコニコ動画といった動画サイトの閲覧をブラウザだけで表示が可能であるだけでなくFlashゲームなども利用することが可能となる。
- spモードに対応し、iモードメールと同様@docomo.ne.jpのメールアドレスがそのまま利用可能となっている。iモードメール同様、絵文字、デコメール、デコメ絵文字も利用可能となっている。また、メールはリアルタイムプッシュで着信する。
- Android OS 3.2の特徴であるGmailの複数アカウントの同時利用が可能となる。また、Gmailはリアルタイムでプッシュ着信をする。
- 通常のメールアプリでは、複数のPOP、IMAPメールが利用可能であり、moperaメールはプッシュで着信する。
- メッセンジャーでは、Google Talkがプリインストールされている。また、マーケットからWindows Live Messengerをはじめ、様々なメッセンジャーアプリをインストールし、利用することが可能となる。

## アプリケーション
Android OS用のアプリケーションマーケットである、Androidマーケットがそのまま利用可能であり、30万を超えるアプリケーションの中から、自由にアプリケーションをインストールできる。
その他に、NTTドコモが提供するdマーケットからもアプリケーションをダウンロードができる。日本円対応のアプリケーションでは、携帯電話料金課金に対応しているものもある。またFlashを使ったアプリケーションや電子書籍なども利用可能となっている。

### プリインストールアプリ
Polaris Officeをプリインストールしているため、Microsoft Officeファイルの編集やPDFファイルの閲覧が可能となる。
SHOT NOTE では撮影したが画像をぴったりのサイズで取り込み、また文字もOCR機能でデータとして取り込むことができる。
| - ドコモあんしんスキャン - Adobe Reader - パスワードマネージャー - BeeTV - エリアメール - 2Dfacto - E★エブリスタ - Evernote - Gmail - Latitude - YouTube - 音声検索 - トーク - ナビ - プレイス - マーケット - Googleマップ - Google検索 - ブラウザ - カレンダー - アラーム - 電話帳 - Eメール - ギャラリー - AllShare | - カメラ - ブック - メモ - 音楽プレーヤー - マイファイル - ペンメモ - Pulse - Samsung Apps - 動画 - 世界時計 - 辞典（DioDict） - Backup (Sprite Backup) - 電子書籍 - マガストア - ビデオマーケット - オリコンスタイル - MySoundカラオケ - Game Hub - Social Hub - BookLive! for GALAXY - フォトエディター - メッセージ - 設定 - 電卓 |

### PCとの同期
Samsung Kies（サムスンキース）といわれるPC連携ソフトをパソコンにインストールすることで、連絡先、カレンダーの編集、保存、Outlookとの同期、さらに、メールやメモ、画像、動画、音楽などの管理、編集が可能となる。
また次項のとおり、OSのバージョンアップを行う際などにも利用することとなる。

## 機能
| 主な対応サービス                                 | 主な対応サービス                                                      | 主な対応サービス                       | 主な対応サービス                              |
| ------------------------------------------------ | --------------------------------------------------------------------- | -------------------------------------- | --------------------------------------------- |
| タッチパネル                                     | Xi／FOMAハイスピード                                                  | Bluetooth                              | DCMX／おサイフケータイ／赤外線                |
| ワンセグ                                         | メロディコール                                                        | テザリング                             | WiFi IEEE802.11a/b/g/n                        |
| GPS                                              | spモード／電話帳バックアップ                                          | デコメール／デコメ絵文字／デコメアニメ | iチャネル                                     |
| エリアメール／ソフトウェアーアップデート自動更新 | デジタルオーディオプレーヤー(再生時間 WMA：約5,600分／MP3：約4,800分) | 3Gローミング(2100MHz)（WORLD WING）    | フルブラウザ／Flash Player 10.3               |
| Androidマーケット／dメニュー／dマーケット        | Gmail／Google Talk                                                    | YouTube／Picasa                        | ドコモ地図ナビ／Google Maps／ストリートビュー |

## 歴史
- 2011年9月8日 - NTTドコモよりF-01Dとともに発表。
- 2011年10月7日 - 事前予約受付開始
- 2011年10月15日 - 全国にて一斉発売。[7]
- 2012年8月28日 - Android 4.0へアップデート開始[8]。